# English National League
Die English National League war in den Jahren 1935 bis 1954 die höchste Eishockeyliga in England. Rekordmeister sind die Wembley Lions mit insgesamt drei Titeln. Durch den Zusammenschluss mit der damaligen Scottish National League entstand die British National League als höchste Liga Großbritanniens.

## Titelträger
- 1935/36: Wembley Lions
- 1936/37: Wembley Lions
- 1937/38: Harringay Racers
- 1938/39: Harringay Greyhounds
- 1939/40: Harringay Greyhounds

- 1946/47: Brighton Tigers
- 1947/48: Brighton Tigers
- 1948/49: Harringay Racers
- 1949/50: Streatham
- 1950/51: Nottingham Panthers
- 1951/52: Wembley Lions
- 1952/53: Streatham
- 1953/54: Nottingham Panthers